# Vesperus macropterus
Vesperus macropterus is een keversoort uit de familie Vesperidae. De wetenschappelijke naam van de soort werd in 1999 gepubliceerd door Sama.